# Église Saint-Jacques de Perpignan
L'église Saint-Jacques de Perpignan est une église catholique située à Perpignan, rue de la Miranda, en France.

## Localisation
L'église est située dans le département français des Pyrénées-Orientales, sur la commune de Perpignan. Elle est sans doute l'église la plus connue de la ville après la cathédrale St Jean-Baptiste. Elle se trouve dans le quartier du même nom, rue de la Miranda, au sommet de l'une des deux collines de Perpignan.

## Historique

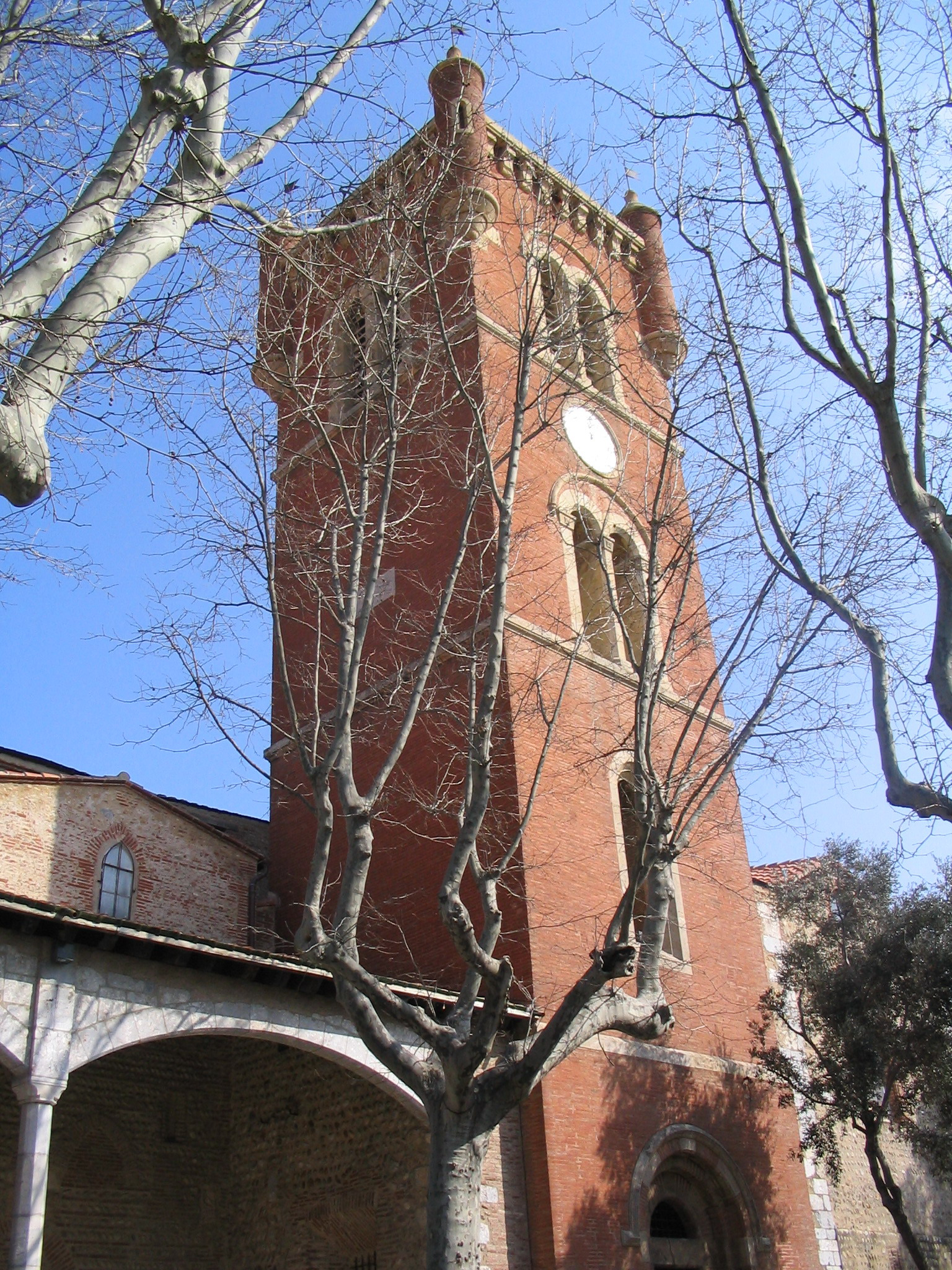
L'église Saint-Jacques de Perpignan

Cette église date des années 1260-1280, sa construction a été décidée dans le cadre de l'extension de la ville par Jacques Ier d'Aragon, dit Le Conquérant, sur des terrains qui lui appartenaient. À l'époque elle n'était pas incluse dans les remparts, qui ne seront achevés qu'au début du XIVe siècle. Le premier curé de cette église, Père d'Oms, mort en 1285, en avait été l'un des donateurs, ainsi que le roi lui-même.  Elle a la forme d'une nef unique, de cinq travées, cantonnée de chapelles latérales, plus profondes au nord qu'au Midi. L'abside polygonale actuelle date de 1399 ou 1400, date de dons concernant les vitraux. L'abside a été construite aux frais de la corporation des Jardiniers, dont les armoiries, un arbre chargé de fruits, figure sur la clé de voûte.  Au sud du chevet, construite par la confrérie des Tisserands, une autre chapelle est élevée à la même époque. En 1699 une autre chapelle est construite, adossée à son mur Ouest, celle de la Confrérie de la Sanch (de la Passion), qui constitue un édifice séparé. Elle possédait une coupole qui s'effondra en 1710 et l'on dut la reconstruire. Elle ne fut dédicacée qu'en 1742. Après la Révolution, le mur qui sépare cette chapelle de l'église a été abattu, et donc le visiteur peut voir aujourd'hui deux retables du maître-autel qui se font face. Sa nef unique abrite de magnifiques retables. La toiture repose sur des arcs diaphragmes, elle est constituée de charpente, aujourd'hui dissimulée par des voûtes minces en briques construites en 1785. Le portail d'entrée est en marbre blanc de Céret, il aurait été installé, selon certains, au milieu du XVIIe siècle après avoir été démonté de la façade de l'église de la Réal. Il est précédé d'un élégant portique. Le clocher actuel a été construit en 1849, en remplacement du clocher médiéval qui menaçait ruine. Jusqu'à la Révolution, tout le terrain au sud était le cimetière paroissial.
Cette église est le point de départ, le Vendredi Saint, de la procession de la Sanch, tradition religieuse catalane célébrant la passion du Christ depuis le XVe siècle.
L'édifice est classé au titre des monuments historiques en 1987.

## Retables
- Retable du Rosaire, à panneaux sculptés polychromes, provenant de l'ancienne église des Dominicains (XVIIe s.). Œuvre du sculpteur Llàtzer Tremullas en 1643.
- Retable de Saint Ferréol, à panneaux peints, par Honorat Rigau (XVIIe s.)
- Retable de Saint Liboire (XVIIIe s.)
- Retable des Âmes du Purgatoire
- Retable de Notre-Dame de l'Espérance (dans la chapelle des Tisserands), XVe s.

## Orgue
Entre 1808 et 1816, le grand orgue est construit par les frères Grinda après le saccage de l'église pendant la Révolution. Il est restauré en 1905 par la manufacture Cavaillé-Coll-Mutin.  Ce très bel instrument comporte une trentaine de registres répartis sur trois claviers manuels et pédaliers. Dans l'ensemble, il est resté homogène et n'a subi que peu de modifications de sorte que son esthétique symphonique est restée intacte.